# Pásztor Erzsi
Pásztor Erzsébet, született Pápay Erzsébet (Budapest, 1936. szeptember 24. –) Kossuth-, Jászai Mari- és Balázs Béla-díjas magyar színművésznő, érdemes művész, a Soproni Petőfi Színház, a Turay Ida Színház és a Halhatatlanok Társulatának örökös tagja.

## Életpályája
Édesanyja fodrásznő volt. Általános és középiskolába (Kanizsai Dorottya Gimnázium) Újpestre járt. 1955-ben érettségizett. 1959-ben végezte el a Színház- és Filmművészeti Főiskolát, ahol Szinetár Miklós volt az osztályfőnöke, akit meghatározó mestereként tart nyilván a mai napig. A mesterségre tanította még Gellért Endre, Olthy Magda és Sulyok Mária. A főiskolán változtatta nevét Pásztorra, hiszen Pápay Erzsiként már játszott színésznő Magyarországon. Az akadémia elvégzése után a  debreceni Csokonai Színház tagja lett, ahova Szendrő József szerződtette.
1961–1964 között a budapesti Petőfi Színházban szerepelt, az intézmény azonban megszűnt. 1964-ben egy évet töltött a szolnoki Szigligeti Színházban, ahova Berényi Gábor szerződtette, aki később a Játékszín igazgatójaként is többször meghívta a teátrumba szerepelni.
1965–1978 között a Pécsi Nemzeti Színház művésznője volt, ahol Sík Ferenccel és Babarczy Lászlóval dolgozott. Itt született meg lánya, Holl Henriette 1966-ban.
1978–1983 között a Mafilm társaságához tartozott, majd hosszú évekig a Madách Színházban játszott. Itt Kerényi Imre, a Madách Színház akkori igazgatója, 1993-ban nyugdíjazását kérte, nem maradhatott társulati tag, bár vendégként továbbjátszott a színházban.
2008-tól 2011-ig a Soproni Petőfi Színházban játszott, közben a Szegedi Nemzeti Színházban vendégszerepelt Székhelyi József invitálására 2003 és 2008 között. Az utóbbi években a Karinthy Színházban és a Játékszínben vállal szerepeket. 2003-tól a Turay Ida Színházban is játszik.
Alapvetően komikai tehetségét furcsa, belső indíttatású groteszk humor színezi, de a tragédia sem idegen tőle. Gyakran filmezik. A '45 utáni magyar filmtörténet egyik legfeledhetetlenebb alakítását nyújtotta a „Veri az ördög a feleségét” című film főszerepében, amelyért megkapta a Filmszemle „legjobb női alakítás” díját.
Több darabot is a pályáját meghatározó előadásaként említ, ezek közül néhányat többször is szerencséje volt eljátszani. Ilyen előadás volt Örkény: Macskajátékában Orbánné, a Koldusopera, a Bors néni, vagy a Bernarda Alba háza című darab egy-egy szerepe.
A Soproni Petőfi Színház és a Turay Ida Színház örökös tagja.
2022-ben Mohorán, a Tolnay Klári emlékház a szabadtéri színpadát róla nevezték el.
2023 januárjában bejelentette, hogy visszavonul a szinkronizálástól, hallásának megromlása miatt.

### Magánélet
Az első házassága, Jászai László színésszel a főiskolán 6 hónapig tartott. Második férje Holl István színész volt, akitől 21 év házasság után annak alkoholproblémái miatt elvált.  Egy lánya született 1966-ban, Holl Henriette, aki közel 30 évig Olaszországban élt. 2021-ben visszaköltözött Magyarországra. Két unokája van (Júlia és Áron), akik közül az idősebb Júlia gyakran meglátogatja őt Budapesten, s folyékonyan beszéli a magyar nyelvet. Úgy véli, Júlia unokája révén kaphatta, kaphatja meg magánéletében azt az elismerést, amelyre lányával kapcsolatban is mindig vágyott.
Van egy féltestvére, aki Pécsett él.
2018 elején végbélrákot diagnosztizáltak nála, átesett több műtéten, kemoterápiás és sugárkezelésen is. 2018 őszén visszatért a színpadra.
Kollégái, barátai közül sokat említi Kovács Nóra, Zsurzs Kati, Balogh Erika, Bajza Viktória, Tóth Enikő és Menszátor Magdolna nevét.
Budapest 13. kerületében, Angyalföldön él.

## Színházi szerepei
A Színházi adattárban regisztrált bemutatóinak száma: 125; ugyanitt huszonöt színházi felvételen is látható.
| Darab                                                     | Szerep                                            | Színház                                  | Bemutató             | Forrás  |
| --------------------------------------------------------- | ------------------------------------------------- | ---------------------------------------- | -------------------- | ------- |
| A medve MÉG MINDIG nem játék!                             | Szereplő                                          | Turay Ida Színház                        | 2023. április 15.    | [ 27 ]  |
| Szellem a spájzban                                        | Öregasszony (70 éves szellem, 70 éves testben)    | Turay Ida Színház                        | 2018. április 21.    | [ 28 ]  |
| Nercbanda                                                 | Ida Dodd                                          | Karinthy Színház                         | 2016. december 16.   | [ 29 ]  |
| Acélmagnóliák                                             | Clairee Felcher, az előző polgármester özvegye    | Madách Színház                           | 1998. december 4.    | [ 30 ]  |
| Annuska                                                   | Anna, a felesége                                  | Agria Játékszín                          | 1985. július 11.     | [ 31 ]  |
| Arzén és levendula                                        | Abby, vénlány                                     | Karinthy Színház                         | 2000. január 26.     | [ 32 ]  |
| Az alvó férj                                              | Olga néni                                         | Karinthy Színház                         | 1999. május 20.      | [ 33 ]  |
| A bolond                                                  | Rose Kirk                                         | Madách Színház                           | 1984. február 17.    | [ 34 ]  |
| A cirkuszhercegnő                                         | Carla Schlumberger                                | Szegedi Nemzeti Színház                  | 2007. október 12.    | [ 35 ]  |
| A Csodálatos vargáné                                      | Fekete szomszédasszony                            | Ódry Színpad                             | 1959. március 12.    | [ 36 ]  |
| A doktor úr                                               | Marosiné                                          | Turay Ida Színház                        | 2011. április 30.    | [ 37 ]  |
| Az ezerkettedik éjszaka                                   |                                                   | IBS Színpad                              | 2005. szeptember 25. | [ 38 ]  |
| A fizikusok                                               | Mathilde von Zahnd doktorkisasszony, ideggyógyász | Pécsi Nemzeti Színház                    | 1970. április 10.    | [ 39 ]  |
| A Gézagyerek                                              | Rózsika néni                                      | Győri Nemzeti Színház                    | 2012. január 28.     | [ 40 ]  |
| A harag napja                                             | Gizella                                           | Ódry Színpad                             | 1959. március 28.    | [ 41 ]  |
| A legyek                                                  | Első Erinnisz                                     | Pécsi Nemzeti Színház                    | 1966. április 15.    | [ 43 ]  |
| A nagy szülés                                             | Virtuelné, bábaasszony                            | Pécsi Nemzeti Színház                    | 1976. december 19.   | [ 44 ]  |
| A női szabó                                               | Mme Chavagneu                                     | Karinthy Színház                         | 2002. szeptember 13. | [ 45 ]  |
| A nehéz Barbara                                           | Elisabeth                                         | Madách Színház                           | 1995. szeptember 22. | [ 46 ]  |
| A pillangók szabadok                                      | Mrs. Baker                                        | Karinthy Színház                         | 1994. március 12.    | [ 47 ]  |
| A szabin nők elrablása                                    | Borbála, Bányai Márton felesége                   | Madách Színház                           | 1992. május 8.       | [ 48 ]  |
| A salemi boszorkányok                                     | Tituba, szolgáló                                  | Madách Színház                           | 1984. november 30.   | [ 49 ]  |
| A szecsuáni jólélek                                       | Jang asszony, Jang Szun édesanyja                 | Madách Színház                           | 1989. január 20.     | [ 50 ]  |
| A testőr                                                  | A mama (2002. novemberétől)                       | Madách Színház                           | 2001. december 15.   | [ 51 ]  |
| A vád tanúja                                              | Miss Plimsoll (ápolónő)                           | IBS Színpad                              | 2003. október 11.    | [ 52 ]  |
| Baby Jane                                                 | Della Flagg                                       | Madách Színház                           | 1997. február 7.     | [ 53 ]  |
| Bánk bán                                                  | Gertrudis királyné                                | Pécsi Nemzeti Színház                    | 1976. április 16.    | [ 54 ]  |
| Bernarda háza                                             | Martirio, Bernarda lánya                          | Csokonai Színház                         | 1960. március 3.     | [ 55 ]  |
| Bernarda Alba háza                                        | Bernarda                                          | Pécsi Nemzeti Színház                    | 1978. április 21.    | [ 56 ]  |
| Bernarda Alba háza                                        | Poncia                                            | Madách Színház                           | 1990. március 14.    | [ 57 ]  |
| Beszélő fejek                                             | Miss Ruddock                                      | Szegedi Nemzeti Színház                  | 2006. április 6.     | [ 58 ]  |
| Beszélő fejek II.                                         | Csokis keksz a kanapé alatt - Doris               | Szegedi Nemzeti Színház                  | 2007. március 13.    | [ 59 ]  |
| Beszélő fejek III.                                        | Csokis keksz a kanapé alatt, Doris                | Szegedi Nemzeti Színház                  | 2007. december 14.   | [ 60 ]  |
| Bolond vasárnap                                           | Vera Sznobkó, igazgatónő                          | Gárdonyi Géza Színház                    | 1989. március 31.    | [ 61 ]  |
| Bors néni                                                 | Bors néni                                         | Szegedi Nemzeti Színház                  | 2005. október 27.    | [ 62 ]  |
| Bors néni                                                 | Bors néni                                         | Soproni Petőfi Színház                   | 2008. április 14.    | [ 63 ]  |
| Csillagok Buffalóban                                      | Ethel                                             | Madách Színház                           | 1998. június 19.     | [ 64 ]  |
| Csodás vagy, Júlia!                                       | Evie Megeer                                       | Játékszín (Budapest)                     | 1991. május 5.       | [ 65 ]  |
| Csodás vagy, Júlia                                        | Evie Megeer                                       | Kecskeméti Katona József Nemzeti Színház | 2010. október 3.     | [ 66 ]  |
| Egérfogó                                                  | Mrs. Boyle                                        | IBS Színpad                              | 2004. november 7.    | [ 67 ]  |
| Egyenlőség                                                | Brocklehurst grófné                               | Karinthy Színház                         | 2012. november 16.   | [ 68 ]  |
| Élnek, mint a disznók (Gyöngyélet)                        | Mrs. Jackson                                      | Csiky Gergely Színház (Kaposvár)         | 1980. február 22.    | [ 69 ]  |
| Ének az esőben                                            | Regina, vénlány                                   | Debreceni Csokonai Színház               | 1961. május 5.       | [ 70 ]  |
| Egy ember élete                                           | Anya                                              | Thália Színház                           | 1980. november 28.   | [ 71 ]  |
| Ezek a kísértetek!                                        | Carmela, elkárhozott lélek                        | Józsefvárosi Színház                     | 1982. január 22.     | [ 72 ]  |
| Félreértés                                                | Anya                                              | Soproni Petőfi Színház                   | 2011. április 9.     | [ 73 ]  |
| Fergeteges látogatás                                      | Erzsi                                             | Turay Ida Színház                        | 2021. szeptember 11. | [ 74 ]  |
| Fészekalja                                                | Margit                                            | Madách Színház                           | 1983. október 7.     | [ 75 ]  |
| Forgószínpad                                              | Mary O'Malley                                     | Madách Színház                           | 2002. május 18.      | [ 76 ]  |
| Földindulás                                               |                                                   | Szabó Dezső Katakombaszínház             |                      | [ 77 ]  |
| Galopp a vérmezőn                                         | Mihalicsné                                        | Madách Színház                           | 1983. december 17.   | [ 78 ]  |
| Gőzben                                                    | Mrs. Meadow                                       | Karinthy Színház                         | 2016. február 12.    |         |
| Hajmeresztő                                               | Mrs. Schubert, szenátorné                         | Turay Ida Színház                        | 2012. március 24.    | [ 79 ]  |
| Hegedűs a háztetőn                                        | Jente, házasságközvetítő; Cejtel nagymama         | Madách Színház                           | 1996. szeptember 28. | [ 80 ]  |
| Hegyi út                                                  | Hogan nővér                                       | Madách Színház                           | 1993. október 8.     | [ 81 ]  |
| Homokzsák, avagy nevetni könnyebb                         | Sotiné                                            | Gyulai Várszínház                        | 1979. július 21.     | [ 82 ]  |
| Hoppárézimi!                                              | Főorvosnő                                         | Madách Színház                           | 1990. november 9.    | [ 83 ]  |
| Imádok férjhez menni                                      | Montmorency kisasszony                            | Turay Ida Színház                        | 2003. október 26.    | [ 84 ]  |
| Jó éjt, anya!                                             | Thelma Cates                                      | Kultea                                   | 2010. április 17.    | [ 84 ]  |
| Képzelt beteg                                             | Toinette, szolgáló                                | Petőfi Színház                           | 1961. október 20.    | [ 85 ]  |
| Kispolgárok                                               | Tatjána, tanítónő, Besszemenovék lánya            | Pécsi Nemzeti Színház                    | 1974. március 29.    | [ 86 ]  |
| Koldusopera                                               | Peacockné                                         | Csokonai Színház                         | 1960. május 27.      | [ 87 ]  |
| Koldusopera                                               | Célia, J. J. Peacock felesége                     | Pécsi Nemzeti Színház                    | 1967. június 2.      | [ 88 ]  |
| Koldusopera                                               | Peacockné                                         | Kisfaludy Színház                        | 1987. március 6.     | [ 89 ]  |
| Kopogós römi                                              | Fonsia Dorsey                                     | Szegedi Nemzeti Színház                  | 2004. május 7.       | [ 90 ]  |
| Kölcsönkért kastély                                       | Özv. Koltay Sándorné, Stanci néni                 | Turay Ida Színház                        | 2005. november 18.   | [ 91 ]  |
| Kvartett                                                  | Feleség                                           | Soproni Petőfi Színház                   | 2010. november 13.   | [ 92 ]  |
| Légy szíves Jeromos                                       | Nelli                                             | Petőfi Színház                           | 1962. szeptember 28. | [ 93 ]  |
| Lili Hofberg                                              | Grauerné, varrónő                                 | Madách Színház                           | 1990. május 23.      | [ 94 ]  |
| Ljubov Jarovaja                                           | Telefonoslány                                     | Nemzeti Színház                          | 1958. november 20.   | [ 95 ]  |
| Lopni sem szabad                                          | Dorothy, Duval felesége                           | Petőfi Színház (Magyar Színház)          | 1963. október 27.    | [ 96 ]  |
| Lumpáciusz Vagabundusz avagy a három jómadár              | Fortuna                                           | Ódry Színpad                             | 1959. február 19.    | [ 97 ]  |
| Lysistraté                                                | Kleoniké                                          | Pécsi Nemzeti Színház                    | 1969. november 7.    | [ 98 ]  |
| Macskajáték                                               | Erzsi, özv. Orbánné                               | Pécsi Nemzeti Színház                    | 1971. május 14.      | [ 99 ]  |
| Macskajáték                                               | Orbánné                                           | IBS Színpad                              | 2006. január 21.     | [ 100 ] |
| Macskajáték                                               | Orbánné                                           | Turay Ida Színház                        | 2008. október 18.    | [ 101 ] |
| Malom a pokolban                                          | Ilonka                                            | Madách Színház                           | 1989. március 24.    | [ 102 ] |
| Maude és Harold                                           | Mrs. Chasen, az anya                              | Madách Színház                           | 1986. április 25.    | [ 103 ] |
| Meghívás a kastélyba                                      | Izabella mamája                                   | Pécsi Nemzeti Színház                    | 1969. április 18.    | [ 104 ] |
| Mélyvíz                                                   | Pénztárosnő                                       | Petőfi Színház                           | 1961. december 7.    | [ 105 ] |
| Mennyből az angyal                                        | Martha                                            | Örkény István Színház                    | 2000. október 13.    | [ 106 ] |
| Mi van a szoknya alatt? (avagy a káprázatos kisasszonyok) | Florence néni                                     | Turay Ida Színház                        | 2004. december 18.   | [ 107 ] |
| Minden lében három kanál                                  |                                                   | IBS Színpad                              | 2007. szeptember 29. | [ 108 ] |
| Mulató                                                    | Margit                                            | Weöres Sándor Regionális Színház         | 2001. július 28.     | [ 109 ] |
| Munkatársak                                               | Olga                                              | Pécsi Nemzeti Színház                    | 1972. november 10.   | [ 110 ] |
| Nagyvizit                                                 | Mária                                             | Madách Színház                           | 2002. október 18.    | [ 111 ] |
| Nagyvizit                                                 | Mária                                             | Turay Ida Színház                        | 2003. november 30.   | [ 112 ] |
| Nem élhetek muzsikaszó nélkül                             | Mina néni                                         | Turay Ida Színház                        | 2006. február 4.     | [ 113 ] |
| Nem élhetek muzsikaszó nélkül                             | Mina néni                                         | Soproni Petőfi Színház                   | 2008. április 5.     | [ 114 ] |
| Névnap                                                    | Bözsi                                             | Játékszín                                | 1983. március 26.    | [ 115 ] |
| Nyitott ablak                                             | Erzsi                                             | Szigligeti Színház                       | 1964. december 18.   | [ 116 ] |
| Nyitott ablak                                             | Erzsi, a szakácsnő                                | Pécsi Nemzeti Színház                    | 1965. november 26.   | [ 117 ] |
| Nyolc nő                                                  | Mamy, a nagymama                                  | Turay Ida Színház                        | 2009. november 21.   | [ 118 ] |
| Nyolc nő                                                  | Mamy, a nagymama                                  | Játékszín                                | 2013. december 14.   |         |
| Oktogon                                                   | Nagymama                                          | Bartók Kamaraszínház                     | 1994. február 14.    | [ 119 ] |
| Olympia                                                   | Eugenia, Plata-Ettingen herceg, tábornok felesége | Karinthy Színház                         | 2015. február 13.    |         |
| Őnagysága megboldogult                                    | Anette, cselédlány                                | Pécsi Nemzeti Színház                    | 1976. december 19.   | [ 120 ] |
| Ön is lehet gyilkos                                       | Margarita                                         | Pécsi Nemzeti Színház                    | 1967. február 22.    | [ 121 ] |
| Orfeusz a felvilágban                                     | Kunigunda                                         | Pécsi Nemzeti Színház                    | 1975. október 10.    | [ 122 ] |
| Übü király                                                | Übü mama                                          | Pécsi Nemzeti Színház                    | 1977. február 11.    | [ 123 ] |
| Play Strindberg                                           | Alice, korábban színésznő                         | Soproni Petőfi Színház                   | 2009. szeptember 26. | [ 124 ] |
| Retro (Leélt napok fényes bánata)                         | Voronkova, Nyina Ivanovna                         | Játékszín                                | 1982. február 26.    | [ 125 ] |
| Sopron orfeum                                             |                                                   | Soproni Petőfi Színház                   | 2011. november 19.   | [ 126 ] |
| Susmus                                                    | Márkusné, Baranyi házvezetőnője                   | Szigligeti Színház                       | 1964. október 30.    | [ 127 ] |
| Szellem a spájzban                                        | Öregasszony, 70 éves szellem, 70 éves testben     | Turay Ida Színház                        | 2013. április 28.    | [ 128 ] |
| Szeretlek, színház (Katona)                               | Erzsébet asszony                                  | Madách Színház                           | 1997. szeptember 21. | [ 129 ] |
| Takáts Alice                                              | Markovitsné                                       | Madách Színház                           | 1987. április 29.    | [ 130 ] |
| Táncpestis                                                | Mater Bernardin                                   | Pécsi Nemzeti Színház                    | 1976. október 8.     | [ 131 ] |
| Tánya                                                     | Duszja                                            | Debreceni Csokonai Színház               | 1960. december 16.   | [ 132 ] |
| Tartuffe                                                  | Dorina                                            | Debreceni Csokonai Színház               | 1959. október 24.    | [ 133 ] |
| Tartuffe                                                  | Pernelle-né                                       | Szegedi Nemzeti Színház                  | 2006. november 18.   | [ 134 ] |
| Tűzijáték                                                 | Paula néni                                        | Debreceni Csokonai Színház               | 1960. január 29.     | [ 135 ] |
| Twist Oliver                                              | Charlotte                                         | Pécsi Nemzeti Színház                    | 1969. október 3.     | [ 136 ] |
| Vadnyugati szél                                           | Caroline, John-Emery felesége, igen kardos        | Pécsi Nemzeti Színház                    | 1971. november 19.   | [ 137 ] |
| Vers-, próza- és sanzonest                                |                                                   | Ódry Színpad                             | 1959. április 19.    | [ 138 ] |
| Vidám kísértet                                            | Madame Arcati                                     | Játékszín                                | 2015. május 6.       | [ 139 ] |
| Vörös és fekete                                           | Márkié                                            | Madách Színház                           | 1994. október 28.    | [ 140 ] |

## Szerepei

### Játékfilmek
- Felfelé a lejtőn (1958)
- Kard és kocka (1959)
- Szombattól hétfőig (1959)
- Tücsök (1963)
- Utolsó előtti ember (1963)
- Özvegy menyasszonyok (1964)
- Krebsz, az isten (1969)
- Sziget a szárazföldön (1969)
- N.N., a halál angyala (1970)
- Reménykedők (1971)
- Forró vizet a kopaszra! (1972)
- Emberrablás magyar módra (1972)
- A szerelem határai (1973)
- Lányarcok tükörben (1973)
- Tűzoltó utca 25. (1973)
- Jelbeszéd (1974)
- Autó (1974)
- A kenguru (1975)
- Kísértet Lublón (1976)
- Pókfoci (1976)
- A kard (1977)
- Veri az ördög a feleségét (1977)
- K. O. (1978) .... Marika, Csungi nővére
- A ménesgazda (1978)
- Vasárnapi szülők (1979)
- Angi Vera (1979)
- Mese habbal (1979)
- Minden szerdán (1979)
- Rohanj velem (1983)
- Mennyei seregek (1983)
- Az élet muzsikája - Kálmán Imre (1984)
- Yerma (1984)
- Hanyatt-homlok (1984)
- Egy kicsit én, egy kicsit te (1985)
- Valaki figyel (1985)
- Szeleburdi vakáció (1987)
- Malom a pokolban (1987)
- Iskolakerülők (1989)
- Oktogon (1989)
- Édes Emma, drága Böbe - Vázlatok, aktok (1992)
- Közel a szerelemhez (1998)
- Amerikai rapszódia (2001)
- Parkélet (2003)
- Jumurdzsák gyűrűje (2005)
- A herceg haladéka (2006)
- De kik azok a Lumnitzer nővérek? (2006)
- Buhera mátrix (2006)
- S.O.S. szerelem (2007)
- Tabló – Minden, ami egy nyomozás mögött van! (2008)
- 9 és fél randi (2008)
- Végállomás (2009)
- Mancs (2014)
- Magyar Passió (2021)
- A Karantén Zóna (2022)

### Tévéfilmek
- Rómeó, Júlia és a sötétség (1960)
- Csudapest (1962)
- A Tenkes kapitánya 1-13. (1963)
- A vasrács (1971)
- Szerelem jutányos áron (1972)
- Aranyborjú (1974)
- Szép maszkok (1974)
- Keménykalap és krumpliorr 1–4. (1974)
- Megtörtént bűnügyek sorozat Azon az éjszakán című része (1976)
- Gombó kinn van (1977)
- A nagy ékszerész (1978)
- Naftalin (1978)
- Használt koporsó (1979)
- Drága jótevőnk (1979)
- A nagy ékszerész (1980)
- Vihar a lombikban (1980)
- Megtörtént bűnügyek sorozat A holtak nem beszélnek című része (1980)
- Ezer év (1980)
- Halál a pénztárban (1981)
- Rest Miska (1981, mesejáték)
- Horváték (1981)
- Nyitott ház (1981)
- A hátvéd halála és feltámadása (1981)
- Istenek és szerelmesek (1981)
- Mint oldott kéve 1-7. (1983)
- Buborékok (1983)
- Kismaszat és a Gézengúzok (1984)
- Vereség (1984)
- Rafinált bűnösök (1984)
- Akár tetszik, akár nem (1985)
- Ember és árnyék (1985)
- Gyermekrablás a Palánk utcában (1985)
- Máz (1986)
- Dada (1987)
- Szomszédok (1987, 1989-1999)
- A trónörökös (1989)
- Családi kör (1989)
- Oktogon (1989)
- Cikász és a halló pálmák (1990)
- Tiszazug (1991)
- Kutyakomédiák (1992)
- A Szórád-ház (1997)
- Komédiások (2000)
- Családi album (2001)
- Szeress most! (2003)
- Szerintünk a világ (2014)
- Munkaügyek – IrReality-show (2015)
- Jóban Rosszban (2018)

## Szinkronszerepei

### Sorozatszinkron
- Anna – Marilla Cuthbert (Colleen Dewhurst)
- Angyali érintés – Tess (Della Reese)
- A dadus – Yetta (Ann Morgan Guilbert)
- A haza – Katharina (Gertrud Bredel)
- A hegyi doktor – Franzi (Enzi Fuchs)
- A klinika – Hildegard Zeisig (Eva Maria Bauer)
- A kristálytükör meghasadt (Miss Marple sorozat) - Miss Marple (Joan Hickson)
- Bűbájos boszorkák – Penny „Grams” Halliwell (Jennifer Rhodes)
- Csengetett, Mylord? – Mrs. Blanche Lipton (Brenda Cowling†)
- Downton Abbey – Violet Crawley (Maggie Smith)
- Halló, halló! (2. szinkron) – Madame Fanny La Fan (Rose Hill)
- Ki vagy, doki? (Az idő végzete) - Minnie Hooper (June Whitfield)
- Két duci hölgy – Jennifer Paterson (Jennifer Paterson†)
- Paula és Paulina - Fidelina (Magda Guzmán)
- Szupernagyi – Szupernagyi (Gudrun Ure)
- Született feleségek – Phyllis Van de Camp (Shirley Knight); Doris Hammond (Doris Roberts)
- A buszon (2. szinkron) – A mama, Stan anyja

### Filmszinkron
| Év   | Filmcím                    | Szerep                   | Színész            |
| ---- | -------------------------- | ------------------------ | ------------------ |
| 1980 | Szuperzsaru                | Rosie Labouche           | Joanne Dru         |
| 1983 | Legyetek jók, ha tudtok    | Seprűkészítő öregasszony | Flora Carabella    |
| 1989 | Miss Daisy sofőrje         | Idella                   | Esther Rolle       |
| 1989 | Rózsák háborúja            | Maureen                  | Patricia Allison   |
| 1990 | Egyenesen át               | Edna nővér               | Patricia Belcher   |
| 1990 | Ghost                      | Rosa Santiago            | Angelina Estrada   |
| 1990 | A szerencse forgandó       | Maria                    | Uta Hagen          |
| 1991 | Egy ágyban az ellenséggel  | Chloe Williams           | Elizabeth Lawrence |
| 1991 | Gyilkossággal vádolva      | Beverly Rosen            | Rebecca Schull     |
| 1991 | Szombat, vasárnap és hétfő | Memé néni                | Pupella Maggio     |
| 1992 | Irány a nagyi              | Nagymama                 | Florence Paterson  |
| 1992 | Végzet                     | Sally Flaming            | Gemma Clarke       |
| 1993 | Silver                     | Mrs. McEvoy              | Nina Foch          |
| 1993 | A szél ellenében           | Matty Wheaton            | Tresa Hughes       |
| 1994 | Kisasszonyok               | March néni               | Mary Wickes        |
| 1994 | Az ügyfél                  | Love mama                | Micole Mercurio    |
| 1995 | A skarlát betű             | Meredith Stonehall       | Dana Ivey          |
| 1996 | Esthajnalcsillag           | Rosie Dunlop             | Marion Ross        |
| 1996 | Tükröm, tükröm             | Hannah Morgan            | Lauren Bacall      |
| 1997 | Csiri Bá!                  | Ms. Bramble              | Clare Coulter      |
| 1998 | Bűn és bűnhődés            | Aljona                   | Maria Charles      |
| 1999 | Tea Mussolinivel           | Mary                     | Joan Plowright     |
| 2000 | Csokoládé                  | Armande Voizin           | Judi Dench         |
| 2000 | Ősz New Yorkban            | Dolly                    | Elaine Stritch     |
| 2001 | Vagány nők klubja          | Alice, a házvezetőnő     | Irma P. Hall       |
| 2001 | A zongoratanárnő (film)    | Erika Kohut anyja        | Annie Girardot     |
| 2001 | Szörny Rt.                 | Roz                      | Bob Peterson       |
| 2002 | Szitakötő                  | Madeline nővér           | Linda Hunt         |
| 2002 | Pókember                   | May Parker               | Rosmarry Harris    |
| 2003 | Mackótestvér               | Tanana                   | Joan Copeland      |
| 2005 | Charlie és a csokigyár     | Josephine nagymama       | Eileen Essell      |
| 2005 | Földre szállt boszorkány   | Clara néni               | Carole Shelley     |
| 2005 | A klinika - Húsz év múlva  | Hildegard Zeisig főnővér | Eva Maria Bauer    |
| 2005 | A klinika - Újra együtt    | Hildegard Zeisig főnővér | Eva Maria Bauer    |
| 2013 | Szörny Egyetem             | Roz                      | Bob Peterson       |

## Hangjáték, rádió
- Galgóczi Erzsébet: Viszek a börtönbe leveskét (1979)
- ÍRÓVÁ AVATNAK - Németh László indulása (1982)
- Szép Ernő: Május (1983)
- Zimre Péter: Köszönjük, Mr. Bell! (1983)
- Csurka István: Őszi délelőtt a tanyán (1985)
- Rideg Sándor: Indul a bakterház (1985)
- Fekete István: Hajnal Badányban (1989)
- Smocek, Ladislav: Labirintus (1990)
- Danilo Kis: Éjszaka, köd (1992)
- Tar Sándor: A hang (1993)
- Piros Sándor: Baby-box és Kótya-vetye (2002)
- Péhl Gabriella: Patthelyzet-requiem egy öregasszonyért (2010)
- Örkény István: Rózsakiállítás (2014)

## Díjai, elismerései
- Jászai Mari-díj (1977)[141]
- Magyar Filmkritikusok Díja – Legjobb női alakítás díja (1978)
- Balázs Béla-díj (1980)[6]
- Aase-díj (1992)[6]
- Érdemes művész (2006)[6]
- Kossuth-díj (2012)
- Újpest díszpolgára (2012)
- Turay Ida-vándordíj (2012)
- Turay Ida Színház örökös tagja (2015)
- A XIII. kerület díszpolgára (2018)[142]
- Tolnay Klári-díj (2019)[143]
- Örökös tag a Halhatatlanok Társulatában (2022)[144]